# Lista över flygplatser i Belize
Lista över flygplatser i Belize, sorterade i placeringsordning.

## Lista
| Placering    | ICAO | IATA | Flygplatsens namn                          |
| Belize City  | MZBZ | BZE  | Philip S. W. Goldson International Airport |
| Belize City  |      | TZA  | Belize City Municipal Airport              |
| Big Creek    |      | BGK  | Big Creek Airport                          |
| Caye Caulker |      | CUK  | Caye Caulker Airport                       |
| Caye Chapel  |      | CYC  | Caye Chapel Airport                        |
| Corozal      |      | CZH  | Corozal Airport                            |
| Dangriga     |      | DGA  | Dangriga Airport                           |
| Independence |      | INB  | Independence Airport                       |
| Manatee      |      | MZE  | Manatee Airport                            |
| Melinda      |      | MDB  | Melinda Airport                            |
| Orange Walk  |      | ORZ  | Orange Walk Airport                        |
| Placencia    |      | PLJ  | Placencia Airport                          |
| Punta Gorda  |      | PND  | Punta Gorda Airport                        |
| San Ignacio  |      | SQS  | Matthew Spain Airport                      |
| San Pedro    | MZ10 | SPR  | San Pedro Airport                          |
| Santa Cruz   |      | STU  | Santa Cruz Airport                         |
| Sartaneja    |      | SJX  | Sartaneja Airport                          |
| Silver Creek |      | SVK  | Silver Creek Airport                       |